# Ferreiros (Amares)
Ferreiros, frequentemente conhecida por Feira Nova, é uma localidade portuguesa do Município de Amares que foi sede da extinta Freguesia de Ferreiros, freguesia que tinha 2,65 km² de área e 3 212 habitantes (2011), e, por isso, uma densidade populacional de 1 212,1 hab/km².
A Freguesia de Ferreiros foi sede de uma freguesia extinta em 2013, no âmbito de uma reforma administrativa nacional, tendo sido agregada às freguesias de Prozelo e Besteiros, para formar uma nova freguesia denominada União das Freguesias de Ferreiros, Prozelo e Besteiros.

## População
| População da freguesia de Ferreiros (1864 – 2011) | População da freguesia de Ferreiros (1864 – 2011) | População da freguesia de Ferreiros (1864 – 2011) | População da freguesia de Ferreiros (1864 – 2011) | População da freguesia de Ferreiros (1864 – 2011) | População da freguesia de Ferreiros (1864 – 2011) | População da freguesia de Ferreiros (1864 – 2011) | População da freguesia de Ferreiros (1864 – 2011) | População da freguesia de Ferreiros (1864 – 2011) | População da freguesia de Ferreiros (1864 – 2011) | População da freguesia de Ferreiros (1864 – 2011) | População da freguesia de Ferreiros (1864 – 2011) | População da freguesia de Ferreiros (1864 – 2011) | População da freguesia de Ferreiros (1864 – 2011) | População da freguesia de Ferreiros (1864 – 2011) |
| ------------------------------------------------- | ------------------------------------------------- | ------------------------------------------------- | ------------------------------------------------- | ------------------------------------------------- | ------------------------------------------------- | ------------------------------------------------- | ------------------------------------------------- | ------------------------------------------------- | ------------------------------------------------- | ------------------------------------------------- | ------------------------------------------------- | ------------------------------------------------- | ------------------------------------------------- | ------------------------------------------------- |
| 1864                                              | 1878                                              | 1890                                              | 1900                                              | 1911                                              | 1920                                              | 1930                                              | 1940                                              | 1950                                              | 1960                                              | 1970                                              | 1981                                              | 1991                                              | 2001                                              | 2011                                              |
| 838                                               | 945                                               | 981                                               | 983                                               | 1 007                                             | 990                                               | 1 078                                             | 1 241                                             | 1 308                                             | 1 373                                             | 1 418                                             | 1 782                                             | 2 063                                             | 2 879                                             | 3 212                                             |

## História
Integrava o concelho de Entre Homem e Cávado, extinto em 31 de Dezembro de 1853, data em que passou para o concelho de Amares.

## Património
- Ruínas da Torre e Honra de Vasconcelos ou Casa dos Mouros